# Гордей, Дмитрий Михайлович
Дми́трий Миха́йлович (Ди́ма) Горде́й (также Горде́ев; род. 31 мая 1991, Ленинград, СССР) — российский видеоблогер и стример. Создатель и владелец одноимённого YouTube-канала с названием «Дима Гордей». В октябре 2020 года занял 7 место в рейтинге блогеров с самыми высокими доходами от рекламы по версии журнала Forbes.

## Биография
Родился 31 мая 1991 года в Ленинграде, где и провёл своё детство. В школьном возрасте родители записали его в секцию конькобежного спорта и уже в 10-м классе Дмитрий стал кандидатом в мастера спорта. Также учился выполнять разные трюки на велосипедах, что в дальнейшем поможет участвовать и побеждать в соревнованиях на BMX.
После школы в 2008 году поступил в Петербургский государственный университет путей сообщения, а через пять лет обучения перед защитой диплома бросил вуз и уехал работать по контракту в Германию.

### Личная жизнь
После совместного снимка, опубликованного 1 декабря 2019 года, на котором блогер запечатлён с певицей Клавой Кокой, пошла волна публикаций о романе между молодыми людьми. В начале 2021 года они оба выставили в социальных сетях совместное фото, которое подтвердило догадки поклонников. А в июле Дима сообщил о расставании с Клавой Кокой. Сразу после этого Гордей огорошил поклонников: он болен сахарным диабетом первого типа, из-за чего пришлось кардинально изменить свою жизнь.

### Происшествия
В начале мая 2021 года Дима стал свидетелем аварии на Пресненской набережной — столкнулись несколько автомобилей премиум-класса. А спустя некоторое время сам Гордей оказался под пристальным вниманием Госавтоинспекции. Дело в том, что после аварии с участием Эдварда Била было решено поставить на особый контроль блогеров, прославившихся опасной ездой. В список людей, попавших в список «шумахеров», вошли также Михаил Литвин, Алан Енилеев, Гусейн Гасанов и другие известные своими эпатажными выходками личности.

## Деятельность на YouTube
Первые видео ролики Дмитрий Гордей выпустил в 2009 году, их тематика тюнингованые автомобили, экстрим и обучающие видео. Также он снимал ролики о своей жизни, работе и путешествиях. В Германии, Дмитрий работал в немецком шоу, где демонстрировал трюки на велосипеде, там и возникла идея создать канал и рассказывать зрителям о виде спорта BMX, а также объединить таким образом единомышленников. В России сеть YouTube только начинала развиваться и видео на тему BMX практически не было. Созданный канал начал привлекать подписчиков, что позволило превратить хобби в источник стабильного дохода. Когда прибыль с канала стала больше чем зарплата Дмитрий вернулся в родной Санкт-Петербург.
В конце 2018 года Дмитрий запустил проект «Тачку на прокачку», по типу американского шоу «Pimp My Ride», где он с командой тюнингует автомобили жителей России. Причём выбирает автомобиль для тюнинга случайным образом из всех просьб присланных зрителями. Процесс тюнинга снимается на камеру и даёт возможность зрителям получить навыки в ремонте автомобилей.
Второй проект Дмитрия серия видеороликов «Автоприговор», в котором проводятся соревнования на двух автомобилях в тяжёлых условиях и посредством голосования зрителей определяется победитель.
В 2019 году Дмитрий Гордей принял участие в автопробеге Smotra Run, который прошёл через города, расположенные от Москвы до Владивостока.
В феврале 2020 года на канале запустил рубрику «Тачка на халяву» основная цель которой дарить автомобили случайно выбранным зрителям.
В июле 2020 года в рамках проекта помощи врачам в борьбе с COVID-19 подарил врачу из Узловой Тульской области автомобиль Cadillac.

## Рейтинги
В июне 2019 года занял 5 место в рейтинге Топ-20 авторов «ВКонтакте» с наиболее вовлекающим контентом по версии Brand Analytics.
В апреле 2020 года занял первое место в ТОП самых популярных автомобильных блогеров по версии издания CAR.RU.
ТОП-30 блогеров в YouTube за июнь 2020 года от BloggerBase.
В октябре 2020 года занял 7 место в общем списке рейтинга блогеров с самыми высокими доходами от рекламы и первое в списке автомобильной тематики, который публиковался впервые, по версии журнала Forbes.
В ноябре 2020 года занял первое место в рейтинге издания Vc.ru ТОП-10 автомобильных YouTube-каналов.